# 潘昌杰
潘昌杰（1954年—），安徽巢湖人。中国人民武装警察部队中将。 
2003年，担任武警新疆总队总队长。2008年，改任武警黄金指挥部主任。2008年11月，任武警部队副参谋长。2010年7月，任武警部队副司令员。2011年7月，晋升为武警中将警衔。
2016年9月6日，被网友指疑似武警副司令潘昌杰，因为打牌占用乘客的高价商务座。。